# VR-Baureihe Dm7
Die Triebwagen der VR-Baureihe Dm7  der finnischen Staatsbahn Valtionrautatiet (VR) waren Dieseltriebwagen für Strecken mit geringem Personenverkehr. Mit insgesamt 197 Exemplaren sowie 15 Fahrzeugen der als Baureihe Dm6 bezeichneten Vorserie waren die Schienenbusse dieses Fahrzeugtyps die bislang größte für die VR gebaute Serie an Dieseltriebwagen. Die von 1955 bis 1963 in mehreren Serien gelieferten Fahrzeuge wurden bis 1988 durch die VR im Personenverkehr eingesetzt.

## Geschichte
Wie bei den meisten anderen europäischen Staatsbahnen gab es bei der VR nach dem Zweiten Weltkrieg großen Bedarf an neuen Triebwagen, um den aufwändigen Einsatz von Dampflokomotiven vor Personenzügen auf Nebenstrecken zu beenden. Zunächst plante die VR den Ankauf von Uerdinger Schienenbussen, die als Baureihe Dm5 bezeichnet werden sollten. Aufgrund von Devisenmangel musste die VR aber schließlich vom geplanten Import zurücktreten. Sie orientierte sich schließlich am Nachbarland Schweden, wo bereits umfangreiche Erfahrungen mit Dieseltriebwagen gemacht worden waren und übernahm einen Entwurf der schwedischen Firma Hilding Carlssons Mekaniska Verkstad, der für die schwedische Privatbahn TGOJ entstanden war, in Lizenz.
Der finnische Hersteller Valmet lieferte nach dem von Carlsson entworfenen Typ 1954 zunächst 15 Fahrzeuge mit der Baureihenbezeichnung Dm6, deren Räder mit dem kleinen Durchmesser von 613 mm allerdings nicht befriedigten. Ab 1955 wurden daher die Fahrzeuge mit etwas größeren Rädern geliefert. Bis 1963 entstanden bei Valmet insgesamt 197 Schienenbusse der Baureihe Dm7. Außerdem wurden insgesamt 202 passende Beiwagen geliefert. Ein Teil der Beiwagen erhielt auch Abteile für Post und Expressgut.

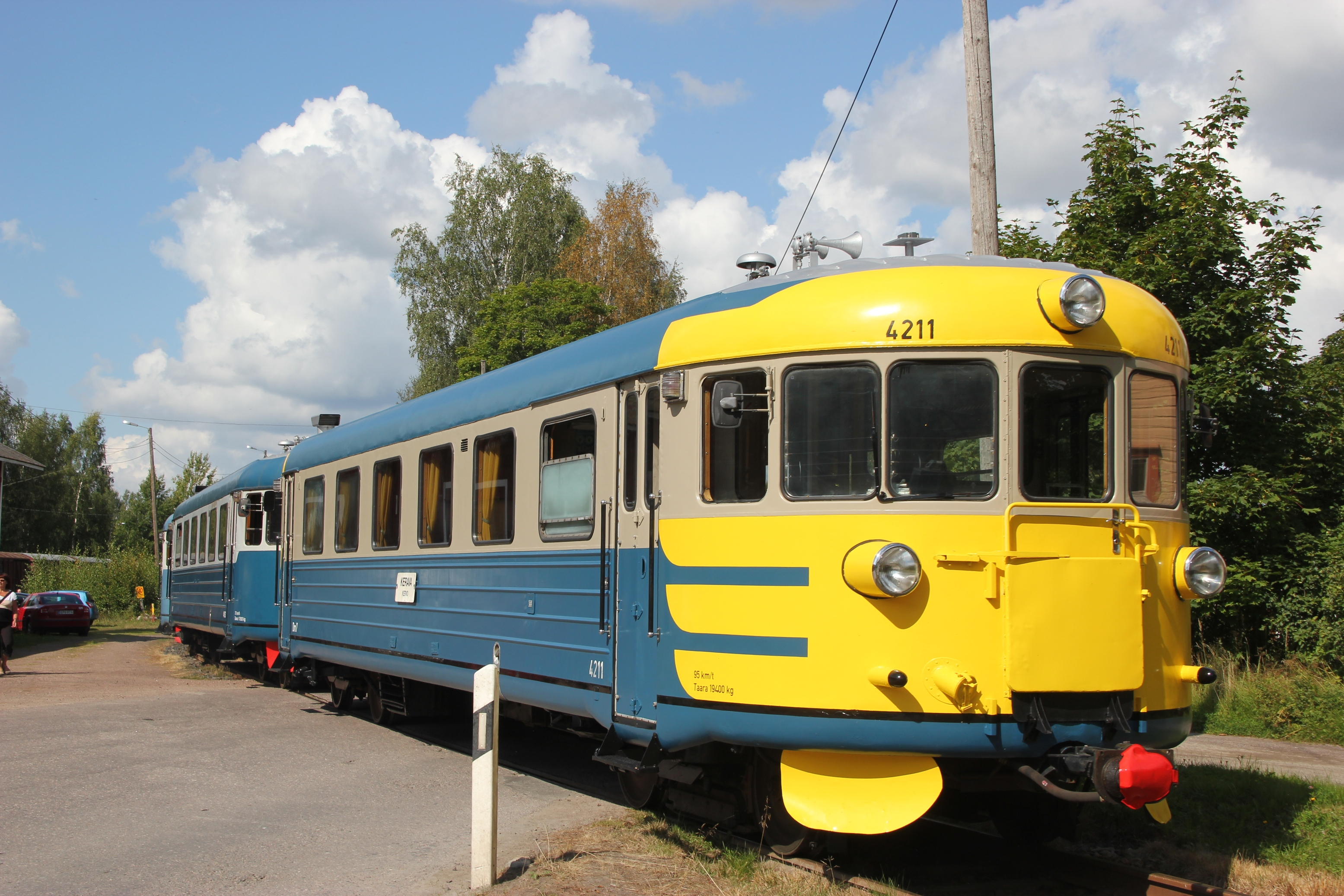
Dm7 4211 bei der Ausfahrt aus Borgå, seit Beginn der 1980er Jahre wurden die Kopfteile der Dm7 mit gelber Warnlackierung versehen

Mit der Einstellung des Personenverkehrs auf kleineren Strecken und der seit Anfang der 70er Jahre begonnenen Elektrifizierung des finnischen Bahnnetzes verloren die Schienenbusse allmählich ihre Einsatzgebiete. Die Vorserienfahrzeuge Dm6 wurden bereits 1974, nach 20 Jahren Einsatz, komplett ausgemustert. Ab dem gleichen Jahr wurden auch die ersten Dm7 abgestellt. Die Triebwagen konnten sich auf ihren letzten Einsatzstrecken bis 1988 halten. In diesem Jahr wurde durch VR mit dem Sommerfahrplan zum 29. Mai der Personenverkehr auf den vier letzten Einsatzstrecken der Dm7, den Strecken Kemi – Haparanda, Huutokoski – Savonlinna, Rauma – Peipohja und Jyväskylä – Äänekoski eingestellt. Mit Ausnahme von zwei Garnituren für Sonderfahrten wurden alle restlichen Schienenbusse ausgemustert.

## Umbauten
Drei Triebwagen der Baureihe Dm7 erhielten 1971 ein Abteil für Post- und Expressgut und wurden als Baureihe DmG7 bezeichnet. Sie wurden bis 1981 eingesetzt.

## Einsatz
Mit den Schienenbussen ersetzte VR zunächst vor allem dampflokbespannte Personenzüge auf Nebenstrecken. Sie wurden allerdings auch bald für den Vorortverkehr von Helsinki verwendet. Bis zur Elektrifizierung der Strecken nach Kirkkonummi und Riihimäki ab 1969 wurden dort die Dm7 in bis zu achtteiligen Garnituren aus Trieb- und Beiwagen eingesetzt. Auch auf den Hauptstrecken übernahmen sie den lokalen Nahverkehr. Ab Anfang der 80er reduzierte sich das Einsatzgebiet wieder auf schwächer nachgefragte Nebenstrecken. Mit der schrittweisen Abstellung der Schienenbusse beendete VR auch meist den Lokalverkehr auf den Hauptstrecken bzw. stellte den Personenverkehr vollständig ein.

## Verbliebene Fahrzeuge
Sowohl VR als auch verschiedene Museumsbahnen setzen einige Garnituren der Schienenbusse als historische Fahrzeuge für Sonderfahrten ein.
Beim Museumsbahnverein Pohjois-Suomen Rautatieharrastajat ry  in Oulu sind die Triebwagen Dm7 4142 und 4204 sowie der Beiwagen EFiab 11637 betriebsbereit vorhanden. Der ehemalige Dm7 4025, der als Fahrleitungstriebwagen Ttv6 verwendet wurde, dient als Ersatzteilspender.
Dm7 4216 des Eisenbahnmuseums Toijala absolvierte vom 9. bis 11. Juni 2023 eine Fahrt über 782 km im Zusammenhang mit der Reise des Svenska Järnvägsklubben nach Finnland.